# 瀧澤秀明
瀧澤秀明（日语：／ Takizawa Hideaki，1982年3月29日—），日本偶像、歌手、演員，前傑尼斯事務所董事兼副社長、前傑尼斯島嶼代表董事兼社長，「瀧澤歌舞伎」系列創辦人，前傑尼斯偶像團體「瀧與翼」成員，被稱為「強尼·喜多川的繼承人」，現為TOBE事務所社長。出生於東京都，血型A型，身高169cm，暱稱為「Takki」（タッキー）。
瀧澤秀明在16歲時被任命為「小傑尼斯」領袖，與關西的澀谷昴同為「小傑尼斯黃金時期」代表人物，當時即有「東之瀧、西之昴」的稱號，也有「小傑尼斯的社長」之稱。17歲時與松嶋菜菜子合演講述師生戀的電視劇《魔女的條件》而走紅，20歲時與今井翼組成雙人偶像團體「瀧與翼」。他在23歲主演NHK的《義經》時，是當時史上最年輕的大河劇主演者。2018年「瀧與翼」宣布解散後他退居幕後，成為管理及培育傑尼斯偶像新血的「傑尼斯島嶼」負責人，並於2019年接下傑尼斯事務所副社長一職，第一組親自監製並取名的團體為「Snow Man」。
2022年10月31日，離開傑尼斯事務所、辭任副社長以及「傑尼斯島嶼」負責人一職。
2023年3月21日，宣布成立新事務所TOBE及擔任社長。

## 事略
- 1982年3月29日於日本東京都八王子市出生，上有一兄一姐。
- 1995年得知自己無法成為摔角手，因此自己向傑尼斯事務所申請加入，並於甄試會上認識搭檔今井翼。
- 1995年4月23日入社成為Johnny's Jr。
- 1995年5月5日與今井翼首次於近畿小子演唱會中伴舞。
- 1999年与松嶋菜菜子合演的《魔女的条件》红遍全亚洲。[11]
- 2000年3月11日與其偶像安東尼奧·豬木摔角對決，並獲勝。
- 2002年1月16日與今井翼及櫻井翔迎來了20歲的成人式，出席的立會人為V6的坂本昌行。
- 2002年8月1日與今井翼組成偶像團體「瀧與翼」CD出道發表。
- 2002年9月11日以「瀧與翼」之名正式出道，個人出道曲《キ．セ．キ（奇蹟）》。
- 2004年12月31日受邀擔任第55屆NHK紅白歌合戰的審查員。
- 2006年4月4日因詮飾大河劇《義經》的主角源義經，受頒年度「橋田獎」。
- 2007年2月22日深夜，錄影結束時因看不清楚樓梯而臉部朝下摔倒，送醫後發現鼻梁骨折。其時正為春季巡迴演唱，在全日本14個都市進行33場演出，但表示「不會因此被擊倒」且仍敬業的繼續演唱會活動。
- 2007年8月18日、8月19日與今井翼共同主持日本電視台（NTV）第三十屆的24小時電視：愛心救地球。
- 2009年1月7日發行首張個人單曲《愛・革命》。
- 2010年2月5日完成31场《新春瀧澤革命》及19场《新春人生革命》的舞台剧演出，并透露1月16日的《人生革命》途中在攀爬繩子時發生意外（新聞刊登錯誤，應為1月24日的《人生革命》），自四公尺的高空跌下。演出後送醫檢查為腳扭傷，此后当晚仍繼續演出[12]。
- 2010年3月29日迎来了自己28岁的生日，並在《タッキー的瀧澤電波城》裡表示，首次担當舞台導演一職让他只有一半的时间用來練習《瀧澤歌舞伎》了[13]。
- 2010年4月4日《瀧澤歌舞伎》即將首演之際，不慎在帶妝彩排中負傷；其右眉和額頭之間被劃出了一道12厘米長的傷口。但在正式演出上，他仍按照原定計劃演出所有激烈的戰斗場景。並於5月8日壓軸場完成第250場演出[14]。
- 2017年9月3日傑尼斯事務所發表聲明，瀧與翼將由本月起休團，各自展開個人活動。
- 2018年4月5日正式宣佈KEN☆Tackey （V6的三宅健和瀧與翼的瀧澤秀明） 即將在夏天CD出道，CD單曲『逆転ラバーズ』7月18日發行。
- 2018年8月25日及26日與Hiromi一起為日本電視台（NTV）第四十一屆的24小時電視：愛心救地球進行兒童食堂大改造，在約28小時內與一眾工作人員同心協力把兒童食堂徹底大翻新大改造。
- 2018年9月13日傑尼斯事務所發表聲明，瀧與翼宣佈解散，瀧澤秀明將於年內退居幕後，繼承強尼·喜多川社長的意向，成為舞台制作人，管理及培育Johnny's Jr。
- 2019年1月15日出任傑尼斯島嶼總裁。該公司是傑尼斯事務所之下新成立的附屬公司，致力於管理、培育以及發掘新的Johnny's Jr。
- 2019年9月27日出任傑尼斯事務所副總裁。
- 2022年10月31日離開傑尼斯事務所並辭任副總裁以及傑尼斯島嶼代表董事兼總裁一職。
- 2023年3月21日宣布成立新事務所TOBE。

## 演出作品

### 連續劇
- 1995年10月19日～1996年9月12日於富士電視台（CX）《木曜的怪談～怪奇俱樂部～（小學生編、中學生編）》中飾演 赤星登。
- 1995年10月21日～12月16日於日本電視台（NTV）《夢幻料理人》第9話（12月16日）客串。
- 1996年10月17日～11月28日於富士電視台（CX）《木曜的怪談～怪奇俱樂部～（學校的七不思議編）》飾演 赤星登。
- 1997年1月9日～4月2日於富士電視台（CX）《木曜的怪談～時空怪談～》飾演 里中廉太郎。
- 1998年1月8日～3月18日於富士電視台（CX）《新聞女郎》飾—北原龍，劇中女主角鈴木保奈美是他當時的偶像。
- 1999年4月8日～6月17日於東京放送（TBS）《魔女的條件》飾演 黑澤光，並憑此劇一躍成為傑尼斯事務所當紅明星。
- 1999年4月18日～12月12日於NHK綜合頻道（NHK）《元祿繚亂》飾演 吉良左兵衛義周。
- 1999年7月3日～9月11日於日本電視台（NTV）《我們的旅行》第9話（9月4日）客串。
- 2000年1月12日～3月15日於日本電視台（NTV）《平成小氣夫婦》第10話（3月15日）客串。
- 2000年4月13日～6月22日於富士電視台（CX）《太陽不西沈》飾演 真崎直，並首次為自己的連續劇演唱主題曲「旅程」。
- 2001年1月12日～3月16日於東京放送（TBS）《蛋糕上的草莓》飾演 入江真人。
- 2001年10月8日～12月17日於富士電視台（CX）《西洋古董洋果子店》飾演 神田英司。
- 2002年7月7日～9月15日於東京放送（TBS）《太陽的季節》飾演 津川龍哉。
- 2003年7月7日～9月15日於富士電視台（CX）《屬於我的女神》飾演 鈴木恭一。
- 2005年1月9日～12月11日於NHK綜合頻道（NHK）《義經》飾演 源義經。播映時寫下大河劇最年輕主演的紀錄（播出時年齡為22歲又9個月），但此記錄已於2008年被飾演篤姬的宮崎葵打破（22歲又1個月）。
- 2009年7月24日～9月25日於東京放送（TBS）《雙頭犬》飾演 龍崎臣司，並二度為自己的連續劇演唱主題曲「一線光明」。
- 2013年4月28日～6月16日於NHK BS Premium（NHK）《深夜烘焙坊》飾演 暮林陽介。
- 2014年1月9日～3月20日於日本放送協會（NHK）《鼠、疾走江戶》飾演 次郎吉/鼠小僧。
- 2016年4月14日～6月2日於日本放送協會（NHK）《鼠、疾走江戶2》飾演 次郎吉/鼠小僧。
- 2016年7月12日～於東京放送（TBS）《毫不保留的愛》飾演 三好海里。
- 2018年2月3日～3月24日於富士電視台（CX） / 東海電視台（THK）《家族的旅路～家人被殺的男人與殺人的男人》飾演 淺利祐介，並三度為自己的連續劇演唱主題曲「記憶的碎片」（發行未定）。
- 2018年10月27日～12月8日於NHK綜合頻道（NHK）《ぬけまいる》第3話（11月10日）客串，飾演 長五郎。
- 2019年1月13日～3月3日，主演 WOWOW電視台（WOWOW）《孤高的手術刀》飾演 当麻鉄彥。此劇為其引退前最後一部主演作品。

### 特別劇
- 1998年8月22日於日本電視台（NTV）《心之扉》飾演 馳裕。
- 2001年4月14日於日本電視台（NTV）《SPEED STAR》飾演 御影翔。
- 2004年8月21日於日本電視台（NTV）《爸爸的海，我的天空》飾演 早川京平。
- 2006年1月2日、1月3日於東京放送（TBS）《里見八犬傳》飾演 八犬士之犬塚信乃戌孝。
- 2007年4月7日於日本電視台（NTV）《羅密歐與茱麗葉》飾演 森田廣道。
- 2007年8月18日於日本電視台（NTV）《你給我的夏天～兒子和癌症做鬥爭的730天》飾演 木崎真人。
- 2008年1月3日於日本放送協會（NHK）《雪之丞變化》飾演 中村雪之丞/闇太郎。
- 2008年11月15日於朝日電視台（ANB、EX）《無法告知》飾演 長谷川涼。此為該電視台開局50周年記念節目，且為平成20年度文化廳藝術祭作品之一。
- 2012年11月30日於富士電視台（CX）《惡黨》飾演 佐伯修一。
- 2014年1月10日於富士電視台（CX）《HAMU 公安警察之男》飾演 夏原信司。

### 綜合節目
- 1997年4月6日～2000年3月26日於NHK衛星第2頻道（NHK）主持《MUSIC JUMP》。
- 1998年4月15日～1999年9月22日於朝日電視台（ANB、EX）主持《8時J》。
- 1999年10月20日～2000年3月8日於朝日電視台（ANB、EX）主持《やったるJ》。
- 2000年4月15日～2000年12月25日於東京放送（TBS）主持《小鬼帝國2000！》。
- 2000年4月19日～2001年3月14日於朝日電視台（ANB、EX）主持《music-enta》。
- 2001年1月15日～2001年3月10日於東京放送（TBS）主持《小鬼！》。
- 2001年4月14日～2003年9月13日於東京放送（TBS）主持《USO！？ JAPAN》。
- 2003年10月15日～2004年6月29日於東京放送（TBS）主持《黃金筋肉》。
- 2004年8月10日～2008年3月11日於東京放送（TBS）主持《直言不誨》。
- 2008年4月15日～2008年8月19日於東京放送（TBS）主持《大御所JAPAN！》。

### 廣播節目
- 2007年4月20日、8月24日、10月19日、2008年5月30日於日本放送（NBS）主持《瀧澤秀明的All Night Nippon》。
- 2007年10月6日～2019年12月29日於日本放送（NBS）主持《タッキー的瀧澤電波城》。

### 電影
- 2000年4月29日於《川流不息》飾演 浜本明。
- 2017年6月17日於《こどもつかい - 操控孩子的人》（臺譯：死小孩／十二個想死的小孩）飾演 こどもつかい。

### 廣告
- 1995年～1996年《世嘉公司 "Pri Fun"》
- 1996年～1998年《樂天 "無尾熊餅乾"、"クレープアイス"、"Amu"》
- 1997年《ミサワホーム "そろそろミサワかな"》
- 1998年《世嘉公司 "Dreamcast"》
- 1998年～2000年《NTT DoCoMo "PHS"、"ドッチーモ"、"ジョイントフェア"、"パルディオ　テラ"》
- 1998年～2000年《富士膠片 "チェキ"、"寫ルンです"、》
- 1999年《全國牛乳普及協會 "やっぱ牛乳でしょ　キャンペーン"》
- 1999年～2003年《樂天 "爽"（冰淇淋）、"クランキー"》
- 2000年《キリンビバレッジ "サプリ"》
- 2001年～2003年《資生堂 "マシェリ"》
- 2001年《サッポロ "玉露茶"》
- 2001年《史克威爾艾尼克斯 "最終幻想X"（PS2遊戲軟體）》
- 2002年～2006年《奧林巴斯 "數碼相機"》
- 2003年《大塚製藥 "オロナミンCドリンク"》
- 2003年～2007年《AMO コンプリート "隱形眼鏡藥水"》
- 2006年《ミュウモ》
- 2006年《河合塾》
- 2006年～2007年《明治製菓 "氨基骨膠原"、"テオブロココア"》
- 2008年《Namco "ファミリープロジェクト"（Wii遊戲軟體）》
- 2008年～2009年《日清食品 "日清Spa王"、"カルボナーラグラタン風"、"日清GO FAN"》
- 2008年～2009年《第一生命保險 "第一でナイトシリーズ"》
- 2009年《寶酒造株式會社 "直搾り"》
- 2012年《24h Cosme》
- 2012年《カイゲン "改源錠"》
- 2012年《KFC "ケン・タッキー&翼・ンド篇"》
- 2013年《THEグローバル社》
- 2016年《KFC "ケンタッキー 楽屋篇"》
- 2017年《ホーユー "メンズビゲン ワンタッチカラー"》
- 2018年《KFC "カーネルボックス"》

### 舞臺劇
- 1997年8月29日～10月26日於京都劇場1200出演《KYO TO KYO》，首次舞臺劇助演。
- 1998年6月7日於京都劇場1200出演《KYO TO KYO》，首次成為座長。
- 1998年12月6日～12月26日於大阪松竹座出演《MASK》，並成為松竹座最年少座長。
- 2004年1月8日～1月31日於東京帝國劇場出演《DREAM BOY》，與堂本光一並列為帝國劇場男性最年少座長。
- 2004年5月8日～5月23日於大阪梅田藝術劇場出演《DREAM BOY》「タッキー編」，並成為梅田芸術劇場最年少座長。
- 2006年3月7日～4月25日於東京新橋演舞場出演《瀧澤演舞城》，並成為新橋演舞場最年少座長。內容由一部「日本以前流傳下來的傳統故事」、二部「義經」、以及三部「Show Time」組成。
- 2006年9月5日～9月28日於東京日生劇場出演《ONE！－The History of Tackey－》，飾演自己，演出從小到大的心路歷程與舞臺下不為人知的瀧澤秀明。
- 2007年7月3日～7月29日於東京新橋演舞場出演《瀧澤演舞城2007》。內容為2006年版本去蕪存菁後產生的，並且自己一人於「義經」部份飾兩角。
- 2008年4月2日～4月27日於東京新橋演舞場出演《瀧澤演舞城'08命（LOVE）》。內容由前兩年的三部改為只有兩部（三部「Show Time」取消）。值得一提的是「日本以前流傳下來的傳統故事」部份是以傳統歌舞伎模樣（臉塗白粉）演出，且「義經」部份仍同2007年一人飾兩角。
- 2009年1月1日～1月27日於東京帝國劇場出演《新春瀧澤革命》。此為帝國劇場拆除重建43年來首次於1月1日開幕之劇。內容由一部「日本的古老傳說」（包括浦島太郎、竹取物語）、二部「未來2060年」、以及三部「Show Time」組成。同時首次與少年隊的前輩錦織一清一同演出。
- 2009年3月29日～4月26日於東京新橋演舞場出演《瀧澤演舞城'09 タッキー&Lucky LOVE》。
- 2010年1月1日～2月5日於東京帝國劇場出演《新春瀧澤革命'10》。
- 2010年1月8日～2月6日於東京帝國劇場出演《新春人生革命》（主演為森光子）。1月24日途中瀧澤在攀爬繩子時發生意外，自四公尺的高空跌下。演出後送醫檢查為腳扭傷，此後当晚仍继续演出[15]。而25日、26日的革命內容稍有更動，自樓梯走下來的場景有做部份變更，到了27日便恢復原狀演出。
- 2010年4月4日～5月8日於東京日生劇場出演《瀧澤歌舞伎》。除了担任主演以外，同时还担任舞台导演和摄影导演的职务。表演內容引入了4D系统表现飞行场景，还有50人演出的太鼓表演以及日本舞和芭蕾的东西合璧表演[16]。另外，這次舞台劇特別邀請同期進入傑尼斯事務所的屋良朝幸一同演出。
- 2011年1月1日～1月27日於東京帝國劇場出演《新春瀧澤革命'11》。此為帝國劇場成立100週年的第一部開演舞台劇。
- 2011年4月8日～5月8日於東京日生劇場出演《瀧澤歌舞伎'11》。此次公演，身為座長的瀧澤秀明再一次作出挑戰，演繹「十變化」的絕技。在短短13分鐘裡，陸續演出源賴朝、源義經、明智光秀等十個角色。當中更一人分飾義經裡的三個角色：牛若（義經）、辨慶以及源頼朝。
- 2012年1月1日～1月29日於東京帝國劇場出演《新春瀧澤革命'12》。
- 2012年4月8日～5月6日於東京日生劇場出演《瀧澤歌舞伎'12》。
- 2013年1月1日～1月6日於東京帝國劇場出演《新春Johnney's World 正月はタッキーと共に》。
- 2013年4月7日～5月12日於東京新橋演舞場出演《瀧澤演舞城'13》。
- 2014年3月6日～3月30日於福岡博多座出演《瀧澤歌舞伎'14》。
- 2014年4月7日～5月6日於東京新橋演舞場出演《瀧澤歌舞伎'14》。
- 2015年4月8日～5月17日於東京新橋演舞場出演《瀧澤歌舞伎 10th Anniversary》。
- 2015年8月18日～8月23日於新加坡濱海灣金沙出演《瀧澤歌舞伎 10th Anniversary》。此為首次舞台劇海外公演。
- 2016年4月10日～5月15日於東京新橋演舞場出演《瀧澤歌舞伎'16》。
- 2017年4月6日～5月14日於東京新橋演舞場出演《瀧澤歌舞伎'17》。
- 2018年4月5日～5月13日於東京新橋演舞場出演《瀧澤歌舞伎'18》。
- 2018年6月4日 ~6月30日於名古屋御園座出演《瀧澤歌舞伎'18》。

## 音樂活動

### 單曲
- 2009年1月7日《愛·革命》

- 初動枚數: 57,414
- 推定累積枚數: 71,816
- Oricon最高位: 1

- 2009年5月6日《シャ・ラ・ラ/無限の羽》

- 初動枚數: 46,170
- 推定累積枚數: 52,547
- Oricon最高位: 1

- 2009年9月23日《一線光明》

- 初動枚數: 43,413
- 推定累積枚數: 54,266
- Oricon最高位: 1

### 個人演唱會
- 2005年12月23日、12月25日分別於大阪城Hall、東京橫濱體育館舉行首次個人演唱會《Hideaki Takizawa 2005演唱會～感謝2005年再見～》。但本人曾表示此次演唱會之後於未來五年內將不再舉辦個人演唱會，原因不詳。
- 2009年6月27日～6月28日、7月14日、7月16日～7月17日分別於東京橫濱體育館、名古屋市綜合體育館、大阪城Hall舉行第二次個人演唱會《瀧樣CONCERT'09 YOUも乘っちゃいなよ～Tackey Summer JET》。在本演唱會中，首次揭露「タッキーレンジャー（瀧戰士）」的角色，並在之後的單曲中堅持收錄「タッキーレンジャー（瀧戰士）」一曲。
- 2010年7月31日～8月1日、8月7日～8月8日、8月14日～8月15日分別於大阪城Hall、名古屋市綜合體育館、東京橫濱體育館舉行第三次個人演唱會《滝沢秀明　アリーナコンサート　2010》。
- 2012年7月27日～7月28日、8月4日、8月12日、8月19日、8月22日、8月25日、8月26日及8月30日, 分別於東京代代木、札幌市、八王子、大阪城Hall、名古屋市、鹿兒島、長崎以及沖繩舉行第四次個人全國巡迴演唱會《TACKEY SUMMER CONCERT 2012》。
- 2016年12月22日～12月23日、12月25日～12月26日分別於大阪帝國飯店、東京全日空洲際酒店舉行首次Dinner Show《Tackey〜with you and me〜X'mas show 2016》。
- 2017年12月6日、12月18日、12月20日～12月21日、12月24日～12月25日及12月29日，分別於東京八王子京王廣場酒店、名古屋城飯店、東京品川新高輪、神戶大倉酒店及福岡希爾頓酒店舉行第二次Dinner Show《Tackey X'mas Show 2017 〜 with you and me 〜》。
- 2018年12月5日～12月6日，12月17日，12月20～21日，12月24～25日及12月26日，分別於東京八王子京王廣場酒店、名古屋城堡酒店、東京品川新高輪、神戶大倉酒店以及廣島麗嘉皇家酒店舉行第三次Dinner Show《Tackey X'mas Show 2018 〜with you and me〜》。
- 2018年12月28日於東京品川新高輪舉行Dinner Show《THANK YOU SHOW 〜epiloque〜》，此為其引退前最後一次Dinner Show。

### 創作歌曲
- Words of Love（收錄於專輯《瀧翼精選》）

作詞：瀧澤秀明、相田毅
作曲：原一博
- げっと！！！

作詞：瀧澤秀明、今井翼
作曲：瀧澤秀明
- Everlasting Love～終わりのない想い

作詞：瀧澤秀明、MAIKO
作曲：瀧澤秀明
- あの時は確かに戀してた

作詞：LaVenDer
作曲：LaVenDer
- 894...ハクシ

作詞：瀧澤秀明
作曲：瀧澤秀明
- 二人の夜（收錄於專輯《2wenty 2wo》）

作詞：LaVenDer
作曲/編曲：LaVenDer
- Madonna

作詞：LaVenDer
作曲/編曲：LaVenDer
- My angel，you are angel（收錄於KAT-TUN專輯《Cartoon KAT-TUN II You》初回限定盤特典CD）

作詞：Takeshi
作曲：瀧澤秀明
- Fight All Night（收錄於KAT-TUN專輯《Cartoon KAT-TUN II You》初回限定盤特典CD）

作詞：阿閉真琴
作曲/編曲：LaVenDer
- 12月の花（收錄於專輯《Two You Four You》）

作詞：越中睦
作曲/編曲：LaVenDer
- With Love（收錄於個人首張單曲《愛·革命》）

作詞：瀧澤秀明
作曲：瀧澤秀明
- 愛·革命（收錄於個人首張單曲《愛·革命》）

作詞：瀧澤秀明
作曲：瀧澤秀明、David Mark
- 無限の羽（收錄於個人第二張單曲《シャ・ラ・ラ/無限の羽》）

作詞：瀧澤秀明
作曲：瀧澤秀明

※LaVenDer為瀧澤秀明使用的筆名。

※有關以瀧與翼身份發表之音樂活動，請參考有關項目。

## 獲獎記錄
- 1998年3月25日於第16回日劇學院賞以《新聞女郎》獲得最佳男配角。
- 1998年4月4日於第1回日刊體育連續劇大賞以《新聞女郎》獲得最佳新人。
- 2000年6月21日於第25回日劇學院賞以《太陽不西沉》獲得最佳男主角，並成為傑尼斯事務所中最年少獲得此獎項之人。
- 2002年5月4日於第5回日刊體育連續劇大賞以《西洋古董洋果子店》獲得最佳男主角。
- 2002年11月8日於第34回日劇學院賞以《太陽的季節》獲得最佳男主角。
- 2005年5月4日於第8回日刊體育連續劇大賞以《義經》獲得最佳男主角。

## 外部連結
- Johnny's net（日語）
- HIDEZO CLUB （页面存档备份，存于）（日語）
- 瀧澤秀明的X（前Twitter）
- 瀧澤秀明的Instagram帳戶
- 瀧澤秀明的TikTok